# زباد النخيل الآسيوي

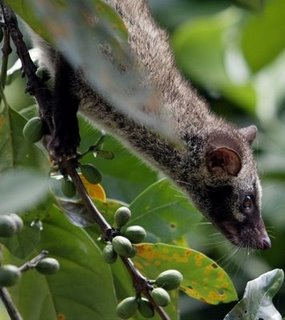
الزباد الفليبيني

الزَّبَاد (بالإنجليزية: Asian Palm Civet)‏ هو حيوان يعيش في بعض دول آسيا، وخصوصا في إندونيسيا، والفليبين، وماليزيا، وجنوب الصين.

## التسمية
يعرف بالعربية بالزَّبَاد (بدون تشديد الباء)، اسمه العلمي Paradoxurus hermaphroditus. وتختلف تسمياته في اللغات المختلفة فيسمى بالإنجليزية Asian Palm Civet، ويعرف في ماليزيا باسم Musang، أما في سيريلانكا فيعرف باسم Uguduwa.

## التكوين
يبلغ وزن هذا الحيوان حوالي 3.2 كيلو غرام، وطوله يصل إلى 53 سم، وطول الذيل 48 سم، ويغطي جسمه شعر كثيف خشن رمادي اللون.

## الصفات
هذا الحيوان من الثدييات، يشبه القطط، ويعيش في الغابات ويتسلق الأشجار بمهارة، يقتات على الفواكه والمانجو وحبوب النباتات المختلفة وخصوصا البن ولذلك تؤخذ فضلاته لصناعة القهوة المسماة قهوة الكوبي لواك، أيضا يأكل الحشرات والزواحف الصغيرة.

## تجاريا
يتم إنتاج قهوة خاصة عن طريق إطعام حيوان «زبَّاد النخيل» حبوب "البنّ"، ليتم تخميرها عبر جهازه الهضمي ثم التقاطها من مخلفاته وتنظيفها من المخلفات الأخري لعمل قهوة باهظة الثمن اسمها "كوبي لواك" (Kopi Luwak) في إندونيسيا، حيث «كوبي» (Kopi) معناها «قهوة»، و «لواك» (Luwak) هو اسم حيوان «زبَّاد النخيل» في إندونيسيا.

## اقرأ كذلك
- زباد النخيل الأفريقي
- زباد النخيل الذهبي
- زباد ملايو